# Michel Dernies
Michel Dernies, né le 6 janvier 1961 à Nivelles (Belgique), est un coureur cycliste belge. Il est actuellement directeur sportif de l'équipe Roubaix Lille Métropole.
Il est le père du coureur cycliste Tom Dernies.

## Biographie
Professionnel de 1983 à 1995, il remporte notamment le Grand Prix de Francfort en 1984. A deux enfants dont l'un est coureur cycliste (Tom Dernies). Fin 1995, Michel Dernies met un terme à sa carrière car il estime que son poste d'échevin de Tubize l'empêche de continuer sa carrière dans de bonnes conditions. Il ouvre une boulangerie dont il s'occupe encore en 2010. À partir de 1995, il est également directeur du Tour de la Région wallonne.
En 2009, il démissionne de l'échevinat des sports de Tubize.
En 2010, il rejoint le Pesant club liégeois en tant que directeur sportif. L'année suivante, il occupe cette fonction au sein de la nouvelle équipe Wallonie Bruxelles-Crédit agricole,. Il quitte cette équipe à l'issue de la saison 2014.
En 2015  il occupe cette fonction au sein au vélo club Roubaix Lille Métropole. Il quitte cette équipe à l'issue de la saison 2023

## Palmarès
- 1982

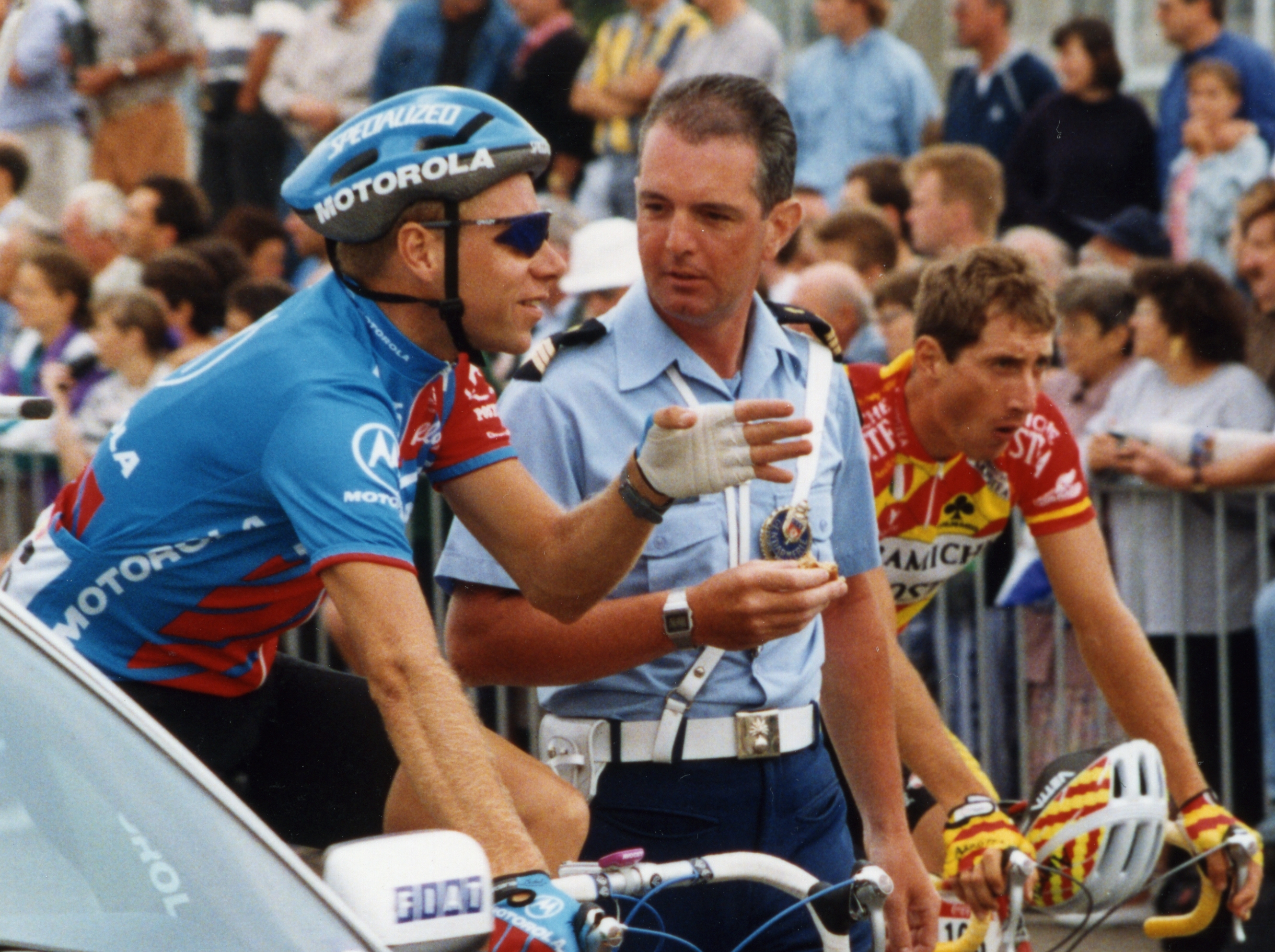
Michel Dernies lors du Tour de France 1993.

  -  Champion du monde militaires du contre-la-montre par équipes[n 1]
  - 2e du Tour de Namur
- 1983
  - 2e de la Flèche hesbignonne
  - 3e du championnat de Belgique sur route
- 1985
  - 3e de Binche-Tournai-Binche
- 1986
  - 2e du Grand Prix de Wallonie
- 1988
  - Grand Prix de Francfort
  - 2e de Liège-Bastogne-Liège
  - 3e du Grand Prix d'Isbergues
- 1989
  - 3e de la Schwanenbrau Cup
- 1990
  - 3e étape du Tour de Romandie
  - 1re étape de la Route du Sud
  - Tour de Grande-Bretagne :
    - Classement général
    - 3e étape

  - 2e du Grand Prix de Wallonie
  - 2e de Paris-Bruxelles 
  - 6e de la Wincanton Classic
- 1991
  - Binche-Tournai-Binche

## Résultats sur les grands tours

### Tour de France
9 participations
- 1985 : 96e
- 1986 : 113e
- 1987 : 115e
- 1989 : 108e
- 1990 : 58e
- 1991 : 105e
- 1992 : 106e
- 1993 : 116e
- 1994 : 104e

### Tour d'Italie
3 participations
- 1992 : 84e
- 1993 : 125e
- 1994 : 81e